# كأس العراق 2016–17
كأس العراق 2017 هي النسخة الـ29 من بطولة كأس العراق.  ويشارك في البطولة فرق من اندية الدوري العراقي الممتاز ودوري الدرجة الأولى، ويعتمد نظام خروج المغلوب من مباراة واحدة.

## نتائج المباريات

### دور الـ32
| فريق 1            | النتيجة | فريق 2                   | ملاحظة                        |
| ----------------- | ------- | ------------------------ | ----------------------------- |
| نادي الحدود       | 3 - 1   | نادي زاخو                |                               |
| نادي النجدة       | 1 - 0   | نادي الجنسية             |                               |
| نادي نفط الوسط    | 1 - 0   | نادي غاز الشمال          |                               |
| نادي النجف        | 3 - 1   | نادي السماوة             |                               |
| نادي الطلبة       | 2 - 0   | نادي الكاظمية            |                               |
| نادي الجيش        | 3 - 1   | نادي الشرطة              |                               |
| نادي القوة الجوية | 2 - 0   | نادي الطارمية            |                               |
| نادي كربلاء       | 2 - 1   | نادي البحري              |                               |
| نادي امانة بغداد  | 5 - 0   | نادي بدر العراق          |                               |
| نادي الصناعة      | 3 - 2   | نادي النفط               |                               |
| نادي نفط ميسان    | 5 - 1   | نادي السياحة             |                               |
| نادي الكهرباء     | 2 - 1   | نادي سامراء              |                               |
| نادي الزوراء      | 4 - 3   | نادي المصلحة             |                               |
| نادي الميناء      | 4 - 1   | نادي الصناعات الكهربائية |                               |
| نادي نفط الجنوب   | 4 - 0   | نادي الكرخ               |                               |
| نادي الحر         | 0 - 0   | نادي الحسين              | فاز الحر 5 - 4 بركلات الترجيح |

### دور الـ16
| فريق 1            | النتيجة | فريق 2          | ملاحظة                           |
| ----------------- | ------- | --------------- | -------------------------------- |
| نادي القوة الجوية | 2 - 0   | نادي الكهرباء   |                                  |
| نادي الزوراء      | 1 - 0   | نادي نفط الجنوب |                                  |
| نادي الطلبة       | 3 - 1   | نادي النجدة     |                                  |
| نادي الحدود       | 3 - 0   | نادي الجيش      |                                  |
| نادي نفط الوسط    | 3 - 0   | نادي كربلاء     |                                  |
| نادي نفط ميسان    | 3 - 0   | نادي الصناعة    |                                  |
| نادي بغداد        | 3 - 0   | نادي النجف      |                                  |
| نادي الميناء      | 0 - 0   | نادي الحر       | فاز الميناء 4 - 3 بركلات الترجيح |

### دور ربع النهائي
| فريق 1         | النتيجة | فريق 2            | ملاحظة                  |
| -------------- | ------- | ----------------- | ----------------------- |
| نادي نفط الوسط | 3 - 0   | نادي الطلبة       | انسحب الطلبة من البطولة |
| نادي الزوراء   | 2 - 0   | نادي نفط ميسان    |                         |
| نادي بغداد     | 1 - 0   | نادي القوة الجوية |                         |
| نادي الميناء   | 3 - 0   | نادي الحدود       | انسحب الحدود من البطولة |

### دور نصف النهائي
| فريق 1       | النتيجة | فريق 2         | ملاحظة                                  |
| ------------ | ------- | -------------- | --------------------------------------- |
| نادي الزوراء | 3 - 1   | نادي بغداد     |                                         |
| نادي الميناء | 1 - 1   | نادي نفط الوسط | فاز نادي نفط الوسط 4 - 3 بركلات الترجيح |

### النهائي
| فريق 1       | النتيجة | فريق 2         | ملاحظة |
| ------------ | ------- | -------------- | ------ |
| نادي الزوراء | 1 - 0   | نادي نفط الوسط |        |